# Jirishanca

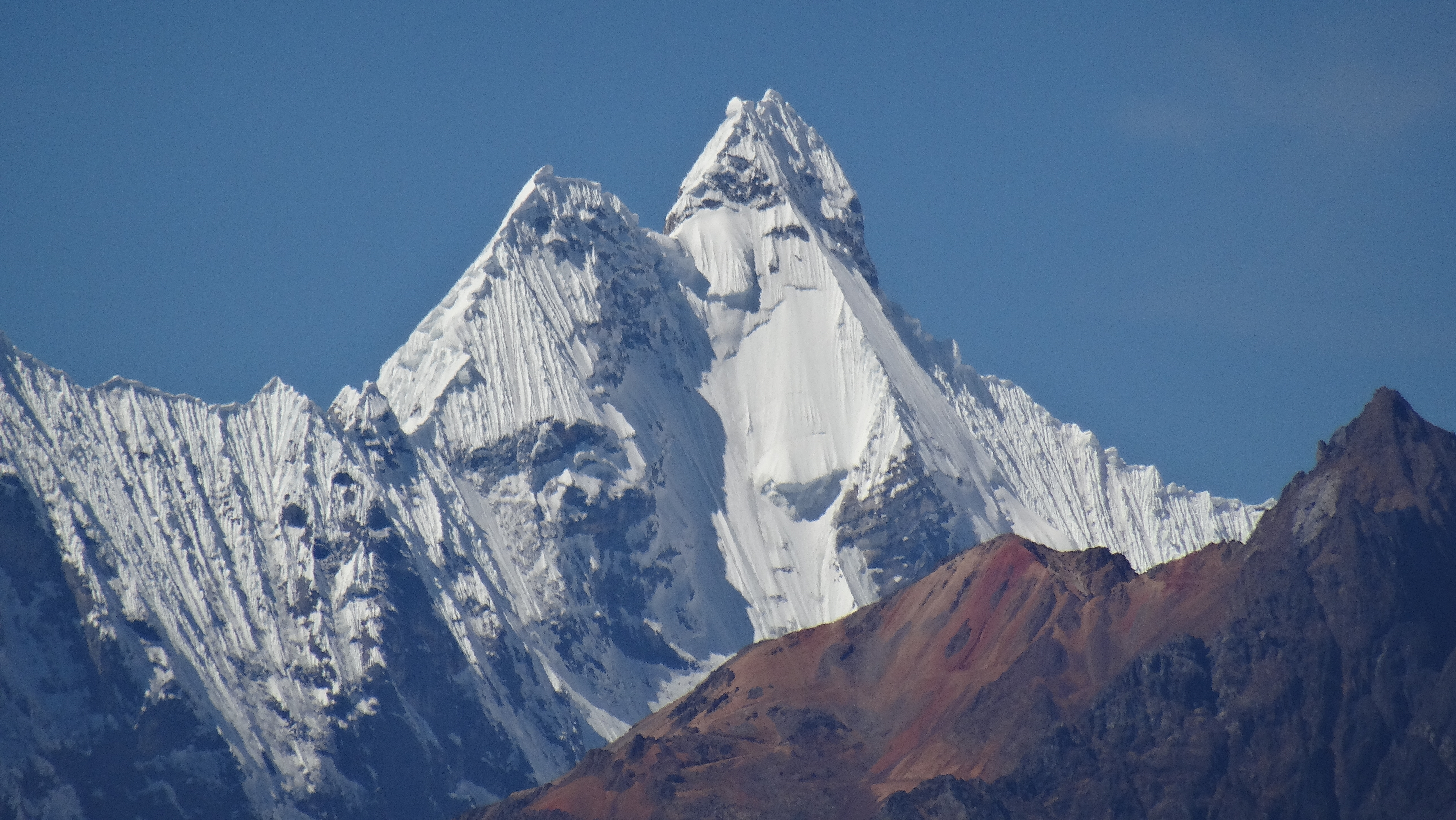
Escarpa oeste de Jirishanca, vista de Chiquián.

Jirishanca é um pico da Cordilheira dos Andes localizado no Peru (10° 19′ 47″ S, 76° 25′ 55″ O). Tem 6126 metros de altitude no cume.